# Kirra (Fokida)
Kirra (griechisch Κίρρα (f. sg.), im Altertum Kirrha, altgriechisch Κίῤῥα, auch Κύρρα) ist eine Ortsgemeinschaft im Gemeindebezirk Itea der Gemeinde Delfi im Regionalbezirk Fokida. Der Küstenort liegt am Golf von Itea, der in der Antike kirrhäischer oder krisäischer Golf genannt wurde.

## Geografie
Westlich an Kirra, nur durch den Fluss Ylethos (Ύλαιθος) getrennt, schließt die Kleinstadt Itea an. Östlich des Ortes mündet der Fluss Xeropotamos (Ξεροπόταμος ‚trockener Fluss‘), der in der Antike Pleistos (Πλειστός) hieß, in den Golf von Korinth. Östlich am Fuß des Berges Xerovouni entspringt die salzhaltige Thermalquelle Agionero (Αγιόνερο), die etwa 70 Meter westlich des Xeropotamos ins Meer fließt. Das Wasser hat eine leicht abführende Wirkung. Es gibt Bestrebungen, das Thermalwasser für Kurmaßnahmen zu nutzen.

## Beschreibung
In Kirra gibt es mehrere kleine Hotels und ein paar kleine Badestrände. Am Hauptplatz kann man die Fundamente einer antiken Schiffswerft aus dem 5. Jahrhundert v. Chr. sehen, die bis in römische Zeit in Verwendung blieb. Hier liegt auch eine unfertige Säulentrommel, die ursprünglich für den Apollontempel in Delphi bestimmt war. Etwa 100 m westlich der Werft liegen in der Agios Georgios Straße die Fundamente einer christlichen Basilika.
Am nördlichen Ortsrand steht die Kirche der Panagia. Hier gab es in griechisch-römischer Zeit einen rechteckig ummauerten, 130 m × 160 m großen Bereich, der in das 4. Jahrhundert v. Chr. zu datieren ist. Innerhalb des Geviertes, das neuzeitlich Magoula (Μαγούλα ‚Hügel‘) genannt wird, fand man die Fundamente eines Tempels und Tonfiguren, die dort geopfert wurden. Möglicherweise handelt es sich bei dem Bauwerk um den von Pausanias erwähnten Tempel des Apollon, der Artemis und der Leto, der mit kolossalen Standbildern der drei Gottheiten geschmückt war. Auf allen vier Seiten verlief eine Säulenhalle an der Innenseite der Mauer entlang. Unterhalb der antiken Fundamente fand man zehn aufeinanderfolgende Siedlungsschichten aus der Bronzezeit. Sie reichen von der Frühhelladischen (FH III) bis zur Späthelladischen Zeit (SH II). Man fand auch einige jungsteinzeitliche Scherben. Unterhalb der untersten untersuchten Schicht verhinderte das anstehende Grundwasser jedoch eine weitere Erkundung. Die Funde sind im Archäologischen Museum von Amfissa ausgestellt.
Am Hafen von Kirra sind die unteren Mauern eines 9 m × 9 m großen und noch 3 m hoch erhaltenen Turmes aus dem Mittelalter erhalten, für dessen Konstruktion antikes Baumaterial als Spolien verwendet wurde. Direkt im nördlichen Anschluss fand man die Fundamente einer dreischiffigen frühchristlichen Basilika.
Ein ausgeschilderter Wanderweg führt von Itea über Kirra und Chrisso nach Delphi.

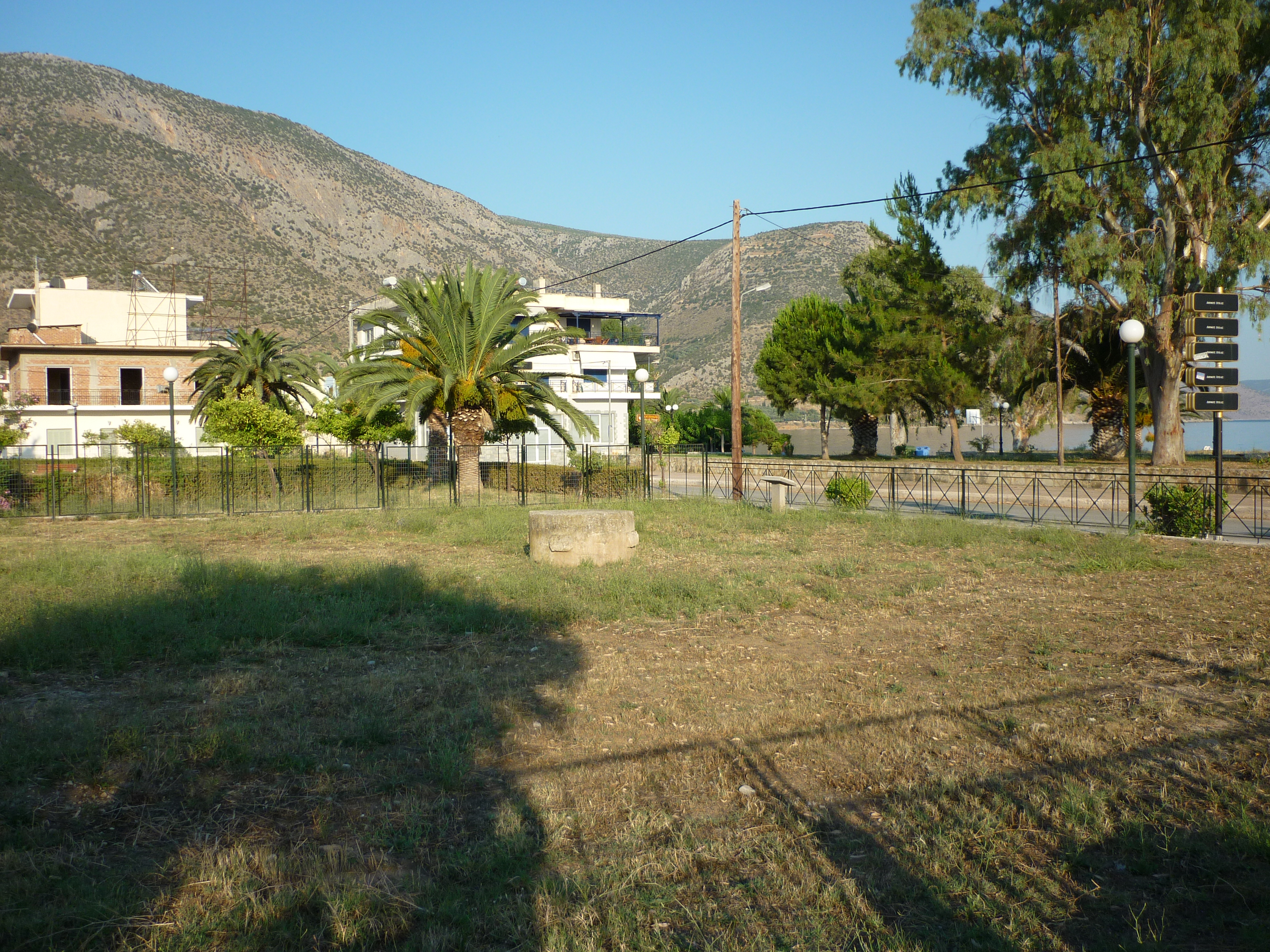
Halbfertige Säulentrommel bei den antiken Schiffswerften.

## Geschichte
Die älteste bekannte Siedlung stammt aus dem Frühhelladikum (FH III, 2200–2000 v. Chr.). Ob es bereits zuvor hier eine Siedlung gab, konnte bisher nicht bewiesen werden. Anfang der Mittelhelladischen Zeit (MH I A, um 2000 v. Chr.) tritt erstmals die Schwarzminysche Keramik auf. Die Toten werden in Steinkistengräbern aus kleinen unregelmäßigen Steinen bestattet. Um 1900 v. Chr. (MH I B) wird die Siedlung zerstört. Man nimmt an, dass zu dieser Zeit die ersten mittelhelladischen Stämme in Kirrha siedelten. Vermutlich flüchteten die Einwohner und gründeten auf einem Hügel im Landesinneren unterhalb des modernen Ortes Chrisso eine neue Stadt. In der zweiten Phase des Mittelhelladikums (MH II, 1900–1700 v. Chr.) herrscht die grauminysche Keramik vor. Die Steinkistengräber werden aus ungebrannten Ziegeln oder Steinplatten errichtet. Um 1700 v. Chr. (MH III A) tritt die erste gelbminysche Keramik auf. Am Ende des Mittelhelladikums (MH III B, um 1600 v. Chr.) erlebt Kirrha seinen Höhepunkt. Die Gräber werden aus großen Steinplatten errichtet und als Grabbeigaben findet man Keramik, Waffen und Schmuck. Starker Kreto-Kykladischer Einfluss ist bemerkbar, so dass man die Ankunft einer neuen Bevölkerung in Erwägung zieht. Am Anfang der Späthelladischen Zeit gibt es kaum Änderungen. Um 1500 v. Chr. (SH II) wird die Siedlung schließlich aufgegeben, während in Chrisso in SH II und SH III ein starker Ausbau zu einer mykenischen Stadt mit palastähnlichen Strukturen stattfand.
Nach umfangreicher antiker Überlieferung wurde Kirrha um 590 v. Chr. vordergründig wegen der Aneignung heiligen Landes und wegen der von Durchreisenden erhobenen Zölle im Ersten Heiligen Krieg von einer Koalition aus Amphiktyonie, Sikyon und Athen belagert und schließlich erobert und zerstört. Andere Quellen nennen den eroberten Ort allerdings Krisa, was laut Pausanias der alte Name Kirrhas gewesen sei, nach Strabon aber eine unabhängige Stadt war. Anlass waren wohl Auseinandersetzungen um die Kontrolle des Heiligtums von Delphi, das bis dahin im sich ausdehnenden Machtbereich Kirrhas oder Krisas lag. Die ältesten antiken Funde datieren jedoch in die zweite Hälfte des 6. Jahrhunderts v. Chr., so dass die im Ersten Heiligen Krieg zerstörte Stadt nicht in Kirra zu lokalisieren ist und an einem anderen, bis heute nicht identifizierten Ort gelegen haben muss.
Delphi wird Kirrha als für das Heiligtum wichtige Hafenstadt wieder errichtet haben. Infolge des Dritten Heiligen Krieges gelangten Kirrha und Teile seines Landes, der Kirrhaia, unter die Kontrolle von Amphissa. Anscheinend war dies eine zunächst geduldete Aneignung, die als Wiedergutmachung für Amphissa entstandene Kosten durch die Kriegsteilnahme aufseiten der Amphiktyonie verstanden wurde. Als Amphissa im Jahr 339 v. Chr. in einer Streitangelegenheit vor dem Rat der Amphiktyonen forderte, Athen solle eine hohe Strafsumme von 50 Talenten zahlen, wurde von dem Athener Aischines gegenüber Amphissa der Vorwurf erhoben, erneut dem delphischen Gott gehörendes Land angeeignet, wirtschaftlich ausgenutzt und wie in alten Zeiten Zölle erhoben zu haben. Dies löste den Vierten Heiligen Krieg aus. Kirrha wurde mit seinen Hafenanlagen und Häusern bereits am nächsten Tag von der in Delphi anwesenden Volksmenge erneut zerstört, die Bewohner vertrieben und eine von Amphissa zu Hilfe eilende Truppe zurückgeschlagen. Als für Delphi wichtiger Hafen wurde es jedoch bald wieder aufgebaut und bis in römische Zeit genutzt. Der spartanische König Areus landete hier 281/80 v. Chr. seine Truppen an, um das von den Aitolern besetzte Kirrhäische Land zu befreien. Der pergamenische König Eumenes II. nutzte 172 v. Chr. den Hafen bei seinem Besuch des Heiligtums von Delphi. Aus römischer Zeit fand man die Grundmauern von Thermen und Mosaikfußböden. Im frühen Mittelalter wurde die Stadt, die damals Chryson genannt wurde, endgültig verlassen. Vermutlich geschah dies 551 n. Chr. nach einem starken Erdbeben. Kirrha wurde erneut besiedelt und bis ins 13. Jahrhundert wuchs die Siedlung wieder an. Als die Katalanische Kompanie Anfang des 14. Jahrhunderts die Küsten Griechenlands bedrohte, zog man sich erneut ins Hinterland nach Chrisso zurück. In der Neuzeit wurde der Ort Xeropigado an der Mündung des Xeropotamos gegründet.